# لجنة أولمبية وطنية
اللجنة الأولمبية الوطنية هي المكونة الوطنية للحركة الأولمبية في العالم. وتخضع لضوابط اللجنة الأولمبية الدولية. أعتباراً من 2011 لديها 204 لجان وطنية تمثل كل من الدول المستقلة والمناطق ذات الحكم الذاتي.
| القارة     | القارة                            | الاتحاد                                   | اللجان الوطنية          | أقدم لجنة وطنية                                           | أحدث لجنة وطنية     |
| ---------- | --------------------------------- | ----------------------------------------- | ----------------------- | --------------------------------------------------------- | ------------------- |
|            | أفريقيا                           | رابطة اللجان الأولمبية الوطنية في إفريقيا | 53                      | مصر (1910)                                                | جنوب السودان (2016) |
| أمريكا     | المنظمة الرياضة الأمريكية         | 41                                        | الولايات المتحدة (1894) | دومينيكا (1993) سانت كيتس ونيفيس (1993) سانت لوسيا (1993) |                     |
| آسيا       | المجلس الأولمبي الآسيوي           | 44                                        | اليابان (1912)          | تيمور الشرقية (2003)                                      |                     |
| أوروبا     | اللجنة الأوروبية الأولمبية        | 50                                        | فرنسا (1894)            | كوسوفو (2016) جزر فارو (2020)                             |                     |
| أوقيانوسيا | لجنة أوقيانوسيا الوطنية الأولمبية | 17                                        | أستراليا (1895)         | توفالو (2007)                                             |                     |